# Tour d'Émilie féminin 2017
La 4e édition du Tour d'Émilie féminin a eu lieu le 30 septembre 2017. Elle fait partie du calendrier UCI en catégorie 1.1. Elle est remportée par l'Italienne Tatiana Guderzo.

## Parcours
Le parcours est parfaitement plat à l'exception de la montée finale vers le Sanctuaire Madonna di San Luca dont la difficulté est comparable ou supérieure au mur de Huy.

### Équipes
| Équipes féminines professionnelles (12)- Alé Cipollini Galassia - Aromitalia Vaiano - Astana Women's Team - BePink Cogeas - BTC City Ljubljana - Conceria Zabri-Fannini-Guerciotti - Cylance Pro Cycling - Giusfredi-Bianchi - SC Michela Fanini - Servetto Giusta - Top Girls Fassa Bortolo - Valcar PBM Équipes nationales (3)- Italie - Russie - Tanzanie Équipe féminines amateur (4)- ACS Cycling Chirio - Eurotarget Still Bike ASD - Vallerbike - Wilier Triestina-Selle Italia |
| |

En sus, la sélection régionale de Vénétie participe à l'épreuve.

## Récit de la course
Le peloton est encore groupé à vingt kilomètres de l'arrivée. Cinq kilomètres plus loin, un groupe de sept part. Il s'agit de : 
Maria Giulia Confalonieri, Chiara Perini, Soraya Paladin, Ana Sanabria, Katia Ragusa, Małgorzata Jasińska et Debora Silvestri. Elles sont rapidement reprises. Cinq autres coureuses tentent d'anticiper la montée finale : Chloe Hosking, Silvia Valsecchi, Marta Tagliaferro, Simona Frapporti et Lisa Morzenti. Elles n'ont pas plus de succès. On assiste donc à une explication dans la montée finale. L'équipe d'Italie imprime le rythme pour Tatiana Guderzo et Elena Cecchini. Rossella Ratto attaque et est suivie de Tatiana Guderzo. Cette dernière la double et remporte l'épreuve. Rasa Leleivytė double Rossella Ratto sur la fin.

## Classements

### Classement final
| \| Classement général \| Classement général \| Classement général \| Classement général \| Classement général \| \| Coureuse \| Coureuse \| Pays \| Équipe \| Temps \| \| ------------------ \| ----------------------- \| ------------------ \| ------------------- \| ------------------ \| \| 1re \| Tatiana Guderzo \| Italie \| Italie \| 2 h 28 min 27 s \| \| 2e \| Rasa Leleivytė \| Lituanie \| Aromitalia Vaiano \| + 3 s \| \| 3e \| Rossella Ratto \| Italie \| Cylance \| + 5 s \| \| 4e \| Polona Batagelj \| Slovénie \| BTC City Ljubljana \| + 16 s \| \| 5e \| Urša Pintar \| Slovénie \| BTC City Ljubljana \| + 16 s \| \| 6e \| Hanna Nilsson \| Suède \| BTC City Ljubljana \| + 29 s \| \| 7e \| Kristabel Doebel-Hickok \| États-Unis \| Cylance \| + 35 s \| \| 8e \| Sofia Bertizzolo \| Italie \| Astana Women's Team \| + 37 s \| \| 9e \| Sheyla Gutiérrez \| Espagne \| Cylance \| + 38 s \| \| 10e \| Erica Magnaldi \| Italie \| BePink Cogeas \| + 38 s \| |                         |            |                     |                 |
| |                         |            |                     |                 |
| Source : ProCyclingStats |                         |            |                     |                 |
| Classement général |                         |            |                     |                 |
| Coureuse | Coureuse                | Pays       | Équipe              | Temps           |
| 1re | Tatiana Guderzo         | Italie     | Italie              | 2 h 28 min 27 s |
| 2e | Rasa Leleivytė          | Lituanie   | Aromitalia Vaiano   | + 3 s           |
| 3e | Rossella Ratto          | Italie     | Cylance             | + 5 s           |
| 4e | Polona Batagelj         | Slovénie   | BTC City Ljubljana  | + 16 s          |
| 5e | Urša Pintar             | Slovénie   | BTC City Ljubljana  | + 16 s          |
| 6e | Hanna Nilsson           | Suède      | BTC City Ljubljana  | + 29 s          |
| 7e | Kristabel Doebel-Hickok | États-Unis | Cylance             | + 35 s          |
| 8e | Sofia Bertizzolo        | Italie     | Astana Women's Team | + 37 s          |
| 9e | Sheyla Gutiérrez        | Espagne    | Cylance             | + 38 s          |
| 10e | Erica Magnaldi          | Italie     | BePink Cogeas       | + 38 s          |

### Barème des points UCI
| Position,          | 1er | 2e | 3e | 4e | 5e | 6e | 7e | 8e | 9e | 10e | 11e | 12e | 13e | 14e | 15e | 16e | 17e | 18e |
| Classement général | 80  | 60 | 45 | 35 | 30 | 25 | 21 | 18 | 15 | 12  | 10  | 8   | 6   | 5   | 4   | 3   | 2   | 1   |

## Liste des partantes
Source.

## Primes
L'épreuve attribue les primes suivantes :
| Position | 1er   | 2e    | 3e    | 4e    | 5e    | 6e    | 7e    | 8e    | 9e    | 10e  |
| Prix     | 372 € | 320 € | 268 € | 162 € | 149 € | 138 € | 127 € | 117 € | 106 € | 95 € |

La onzième place donne 85 €, la douzième 74 €, la treizième 65 €, la quatorzième 52 €, la quinzième place 41 €, et celles de seize à vingt 27 €.